# フルスルファミド
フルスルファミド（英: Flusulfamide）は、ベンゼンスルホンアニリド系農業用殺菌剤の一種である。

## 用途
日本の三井東圧化学（現 三井化学）が開発した農業用殺菌剤で、野菜の根こぶ病に適用される。日本では1992年11月4日に農薬登録を受け、商品名に「ネビジン」「ザ・つまごい」などがある。。欧州連合では認可を受けていない。効果は、胞子の発芽を阻害することによる。日本の毒物及び劇物取締法では、0.3%を越える製剤は劇物に該当する。ラットを用いた実験では、中枢神経および肝臓に影響がみられた。

## 製造
1-(トリフルオロメチル)-2-クロロベンゼンとクロロスルホン酸を反応させ、さらに2-クロロ-4-ニトロアニリンを結合することにより製造される。
日本国内での原体生産量は、平成22農薬年度（平成21年10月～平成22年9月）21.1トン、平成23農薬年度23.6トン、平成24農薬年度27.3トンであった。